# Pascal Delannoy
Pascal Michel Ghislain Delannoy (Comines, 2 de abril de 1957) é um bispo católico francês, arcebispo de Estrasburgo desde o 28 de fevereiro de 2024. Foi bispo de Saint-Denis de 2009 a 2024. Foi eleito vice-presidente da Conferência Episcopal da França em 17 de abril de 2013 e completa esta missão em 2019.

## Biografia

### Treinamento
Pascal Delannoy estudou economia na Fédération universitaire et polytechnique de Lille, obtendo um mestrado em economia e um diploma de ensino superior em contabilidade. Trabalhou quatro anos num escritório de contabilidade antes de ingressar no seminário de Lille .

### Principais ministérios
Encomendado em 4 de junho de 1989 para a diocese de Lille, exerceu um primeiro ministério paroquial em Roubaix durante dois anos antes de se tornar chefe diocesano da pastoral em ambientes independentes de 1991 a 1999. A partir de 1997, combinou esta responsabilidade com a de reitor do centro de Roubaix e Bailleul .
Em 1999 foi nomeado vigário episcopal da zona de Flandres e em 2003 reitor de Houtland.
João Paulo II nomeou-o bispo auxiliar de Lille em 30 de junho de 2004 com o título de bispo titular (ou in partibus) de Usinaza. É consagrado em 12 de setembro seguido pelo Arcebispo de Lille, Gérard Deviens.
O10 de março de 2009, foi nomeado bispo de Saint-Denis, em substituição a Olivier de Berranger, que renunciou em janeiro do mesmo ano.
Dentro da Conferência dos Bispos da França, presidiu a comissão financeira e o Conselho para os Assuntos Económicos, Sociais e Jurídicos até 1 de julho de 2013.
Em 2019, presidiu ao Conselho de Solidariedade Conseil pour la Solidarité.
Em 28 de fevereiro de 2024, foi nomeado arcebispo de Estrasburgo pelo Papa Francisco e pelo Presidente da República Emmanuel Macron.. Esta nomeação por decreto do Presidente é uma das particularidades da Alsácia e da Mosela, onde o regime de concordata não foi revogado pela lei de separação entre Igrejas e Estado de 1905.
Foi instalado no dia 21 de abril seguinte na Catedral de Estrasburgo, na presença de Celestino Migliore, núncio apostólico na França; Cardeal Jean-Marc Noël Aveline, Arcebispo de Marselha; de Éric de Moulins-Beaufort, arcebispo de Reims e presidente da Conferência Episcopal da França bem como de Philippe Ballot, arcebispo-bispo de Metz, que administrou a diocese durante a vacância da sé episcopal.

## Tratamento do abuso sexual
Embora três relatos de mulheres, acusando o padre Jacques Gagey de agressão sexual entre 1993 e 2002, tenham sido transmitidos às autoridades religiosas, em 2019, 2020 e 2022, ele foi nomeado pároco de Pantin em setembro de 2022. A diocese reconhece uma “disfunção” em esta nomeação . Desde novembro de 2022, Jacques Gagey é alvo de uma investigação por agressão sexual a mulheres adultas. A sua posição como sacerdote da igreja de Saint-Germain em Pantin foi-lhe então retirada  · .
Em 16 de abril de 2023, Pascal Delannoy anunciou aos diocesanos que, na sequência de um relatório elaborado pela diocese de Paris em aplicação do protocolo celebrado com o Ministério Público de Paris, e com o seu acordo, a diocese de Paris tomou a decisão de tornar público o medidas cautelares canônicas tomadas em relação a Jacques Gagey, até então sacerdote da paróquia de Saint-Germain-l'Auxerrois de Pantin · .
Estas medidas surgem na sequência da abertura de uma investigação canónica sobre factos que podem dizer respeito a jovens mulheres que eram adultas à data dos acontecimentos entre 1993 e 2002.